# イランの地方行政区画
イランの行政区画（～ぎょうせいくかく）は、オスターン（استان）、シャフレスターン（شهرستان）、バフシュ（بخش）、シャフル（شهر）、デヘスターン（دهستان）、デフ（ده）から構成される。現在の行政区画の構成は1983年の行政区分法によって定められている。

## 訳語
日本語での訳語はコンセンサスがなくやや混乱しているが、概ね3つのパターンに分けられる。本事典においては、もっとも多く用いられていると思われる（日本イラン協会編訳『イラン・イスラーム共和国憲法』で用いられる）日本語(1)の訳語を用いる。
| ペルシア語 | オスターン | シャフレスターン | バフシュ | シャフル | デヘスターン | デフ |
| ---------- | ---------- | ---------------- | -------- | -------- | ------------ | ---- |
| 日本語(1)  | 州         | 郡               | 地区     | 市       | 行政村(区)   | 村   |
| 日本語(2)  | 州         | 市               | 郡       | シャフル | 地区         | 村   |
| 日本語(3)  | 州         | 県               | 郡       | 市       | 行政村(区)   | 村   |

## 区分
行政区画は全部で5つの級に分けられる。まずオスターンが全土を31に分割する。州の下には郡（シャフレスターン）があり、郡は地区（バフシュ）に区分される。地区は市（シャフル）と行政村（デヘスターン）から構成され、行政村はさらに村（デフ）に区分される。郡に含まれる市のひとつが郡中心＝郡庁所在地として指定される。以上を表にまとめると次のようになる。
| 州  | 郡  | 地区     | 市・行政村  | 村                 |
| --- | --- | -------- | ----------- | ------------------ |
| P州 | A郡 | 中心地区 | M市（中心） |                    |
| P州 | A郡 | 中心地区 | N市         |                    |
| P州 | A郡 | 中心地区 | T行政村     | 1村、2村、3村、4村 |
| P州 | A郡 | X地区    | O市         |                    |
| P州 | A郡 | X地区    | U行政村     | 5村、6村           |
| P州 | A郡 | Y地区    | V行政村     | 7村、8村、9村      |
| P州 | B郡 | 中心地区 | Q市（中心） |                    |

P州を仮定する。P州はA郡、B郡の2つの郡からなる。A郡は中心地区、X地区、Y地区の3地区から構成される。このとき郡庁所在地に指定されているM市を含む地区は中心地区と呼ばれる。各地区は1つ以上の市と行政村からなる。この例ではX郡中心地区はM市、N市、およびT行政村から構成されている。T行政村には1村、2村、3村、4村がある。ついでX地区はO市、U行政村から構成。そしてY地区は市がなく、V行政村のみから構成される。したがって最小構成の郡では地区が1つで（当然これは中心地区となる）、その地区も1つの市から構成されるものである。表におけるQ市のみを含むB郡は最小構成の郡である。

## 制度
行政組織も上記区分階層を基本として構成される。各級に行政執行機関があり、その長はオスターンがオスターンダール、シャフレスターンがファルマンダール、バフシュがバフシュダール、シャフルがシャフルダール、デヘスターンがデフダールである。なおデフダール以外は法令（主に憲法）により政府（内務省）が任命することになっている。ほかに各級地方評議会がある。これは法律上の規定は非常に古くからあったが、さまざまな理由から設置が見送られてきた。2004年、初めての全国統一地方評議会選挙があった。

## 歴史
現在のオスターン＝シャフレスターン制が導入されたのは1934年の行政区分法にさかのぼる。パフラヴィー朝のレザー・シャーの改革で、これまでのエヤーレト＝ヴェラーヤト（管区）制にかわり、地方官吏を内務省によって任じ中央集権の貫徹をねらうものとして導入された。このときは11オスターン、49シャフレスターンであった。その後、改廃統合分離を経て、現在の31オスターンに至っている。詳しくはイランの州を参照。

## 特徴
イランの行政区画の特徴は、その導入の目的から理解できるように、きわめて強い行政性にある。すなわち文化的・地理的一体性は法にうたわれるもののしばしば軽視され、行政側の意向によって決定されている。そのため、制度的には安定的とはいえず、各級地方行政区画の改廃、境界の変更は日常茶飯事である。これはオスターンでさえ例外ではなく、政府の意向に反して必ずしも行政区画が日常の生活と密接に関わりをもちアイデンティティーの一部として用いられる「地域」とは一致していない。たとえば日本語における県民性のような議論をする際に「東アーザルバーイジャーン州の人間は云々」というより、その州都「タブリーズの人間は云々」といわれる。これはイランにおける都市と後背地の関係からイランにおける地域認識は後背地をふくめその都市名称をして地域にあてるという認識があるためと考えられる。本事典における州の記述が、州都の記述ときわめて密接な関係にあるのもこの反映である。